# Sebastiano Venier

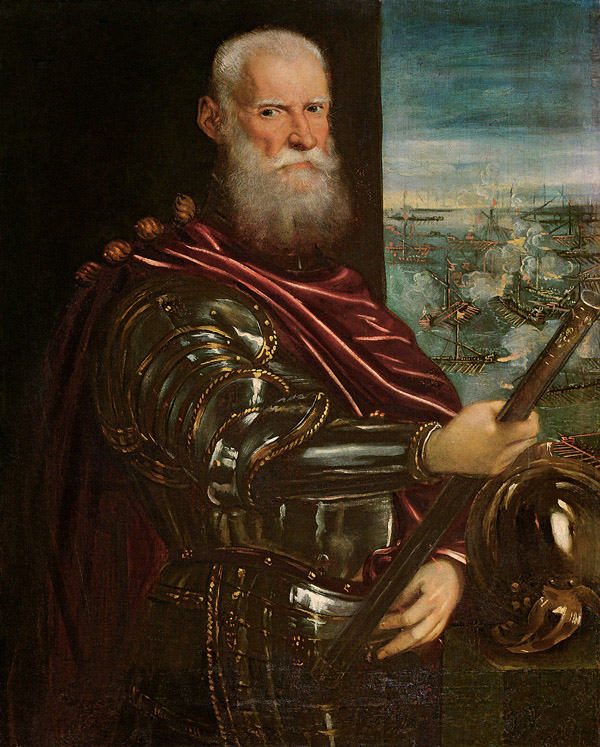
Jacopo Tintoretto: Sebastiano Venier, Öl auf Leinwand, 104,5 mal 83,5 cm, kurz nach 1571, Kunsthistorisches Museum Wien

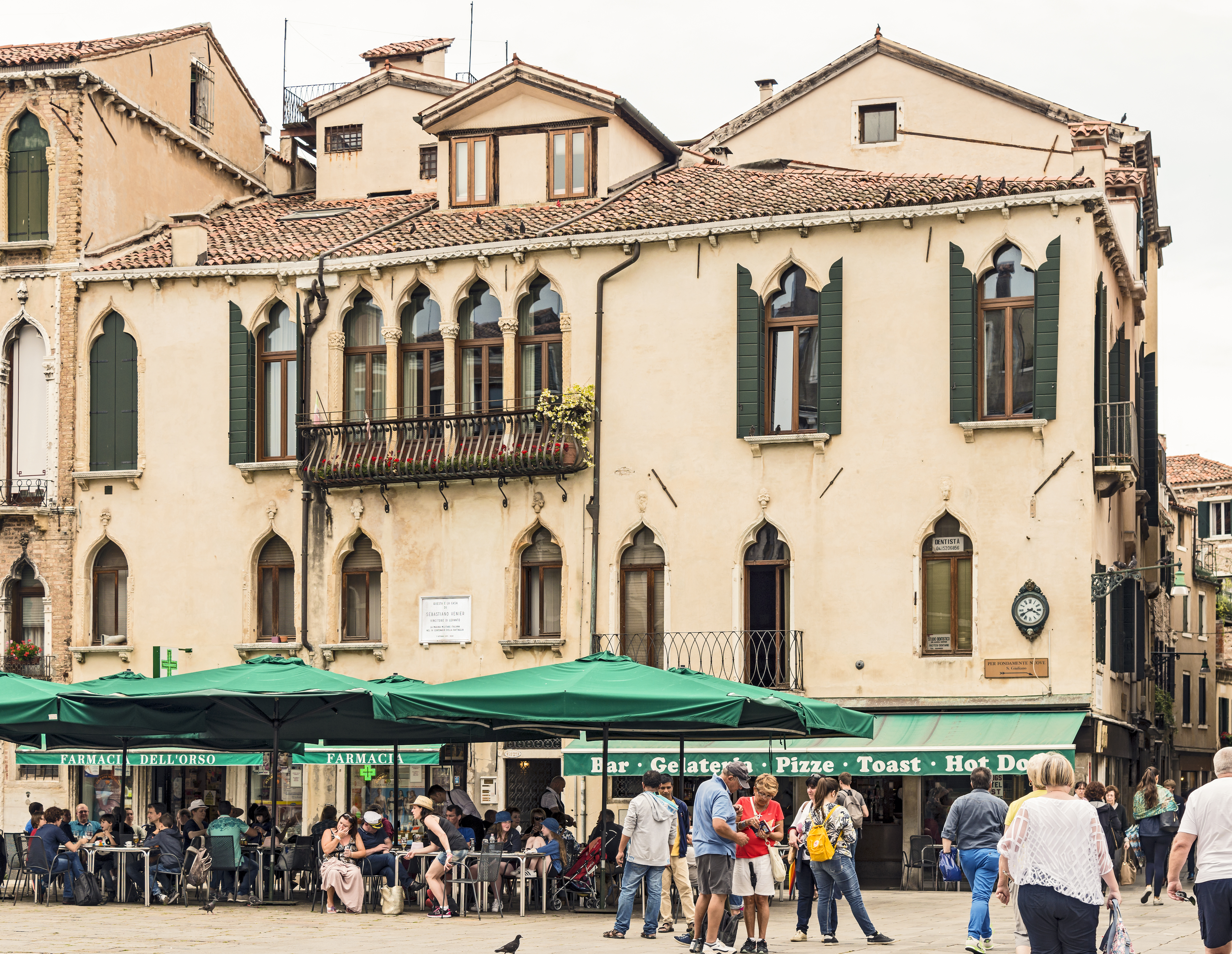
Die Casa Venier am Campo Santa Maria Formosa, an deren Fassade die Gedenktafel aus dem Jahr 1971 nicht an den Dogen erinnert, sondern an den Sieger („Vincitore“) von Lepanto

Sebastiano Venier (* um 1496; † 3. März 1578 in Venedig) war, folgt man der Zählweise der staatlich gesteuerten Geschichtsschreibung der Republik Venedig, ihr 86. Doge. Seine kurze Regierungszeit von seiner Wahl zum Dogen am 11. Juni 1577 bis zu seinem Tod umfasste nur wenig mehr als acht Monate.
Obwohl Angehöriger einer patrizischen Familie, zögerte er bis etwa 1544, eine Ämterlaufbahn einzuschlagen. Bis dahin war er überwiegend mit juristischen Tätigkeiten befasst, mehrte aber auch das Familienvermögen, etwa durch die Beteiligung am Handel mit dem ägyptischen Alexandria.
1548 wurde er zum Duca di Candia gewählt, womit er den höchsten Posten auf der venezianischen Insel Kreta bekleidete, er war aber auch immer wieder für das oberitalienische Festland Venedigs, die Terraferma zuständig. Neben weiteren auswärtigen Tätigkeiten, wie etwa der eines Capitano von Brescia, wurde er in eine Reihe von innervenezianischen Positionen gewählt, in denen seine weitreichenden Rechtskenntnisse zum Tragen kamen. Dabei saß er in den wichtigsten Gremien, wie dem Rat der Zehn. Es folgten Führungspositionen im Friaul, in Karnien, ebenso wie in Verona, aber auch auf Korfu oder Zypern.
Nach dem Sieg der Flotte der Heiligen Liga über diejenige der Osmanen in der Seeschlacht von Lepanto am 7. Oktober 1571 wurde er als Held verehrt. So wurde er, trotz seines hohen Alters und schlechter Gesundheit, einstimmig zum Dogen gewählt.

## Familie
Die Venier stellten mit Antonio Venier (1382–1400), Francesco Venier (1554–1556) und Sebastiano Venier drei Dogen, sowie 18 Prokuratoren und verschiedene Admiräle.
Sebastiano Venier war der jüngere von zwei Söhnen des Moisè Venier und der Elena Donà. Er wuchs in der Gemeinde Santa Maria Formosa auf. Dabei verfügte er zusammen mit seinem Bruder Leonardo entsprechend der Selbstdeklaration, die für die finanzielle Beteiligung an den Staatsausgaben üblich war, nur über ein bescheidenes Vermögen von 170 Dukaten im Jahr 1537. Dass die Brüder vermögend waren, geht daraus hervor, dass sie der Republik Venedig am 13. Mai 1528, dann wieder wenige Tage später und abermals am 6. August 1529 hohe Geldbeträge leihen konnten, als sie mit der Liga von Cognac im Krieg lag.
Venier hatte zwei voreheliche Söhne. Filippo wurde Priester, Marco Funktionär an der Dogenkanzlei. Als sein einziger Bruder Leonardo im Jahr 1543 ohne Kinder gestorben war, entschloss er sich, zu heiraten. Für die Ehe wurde Cecilia Contarini di Natalino erwählt, die Witwe Luca Vendramins, die Venier eine Tochter schenkte, mit der dieser Familienzweig ausstarb.

## Leben

### Ämterlaufbahn

#### Anwalt und Ankläger (1520–1544)
Venier zeigte in seiner Jugend früh Interesse an der Rechtswissenschaft und galt, ohne jemals einen akademischen Grad erworben zu haben, als hervorragender Jurist. Am 4. Dezember 1517 gelangte er durch das Losverfahren der Balla d’oro nicht erst mit 25 in den Großen Rat, wie üblich, sondern bereits im Alter von 21 Jahren.
Er galt als mit hoher Auffassungsgabe ausgestattet, war redegewandt und kultiviert, doch zeichnete ihn auch Härte und Kompromisslosigkeit aus. Er übte, ohne den Doktortitel angestrebt zu haben, den Anwaltsberuf aus und erwies sich als Jurist höchsten Könnens.
Zunächst jedoch begann seine politische Laufbahn holprig. So scheiterte am 8. März 1520 seine Wahl zum Savio agli Ordini, einer typischen Erstposition im Rahmen des üblichen Cursus honorum. Doch am 8. Juli 1520 wurde er Avvocato grande, er wurde also Anwalt derjenigen, denen von Staats wegen Klagen drohten. In den nächsten Jahren war er in dieser Sphäre zwischen Avogaria, den verschiedenen Gremien und der Quarantie tätig, dem obersten Gerichtshof. Daneben übte er seine Rechtstätigkeit auch in privaten Geschäften aus, etwa zur Beförderung der Handelsgeschäfte mit Alexandria.
Am 15. Januar 1530 wurde er zum Avvocato fiscale gewählt. Er verteidigte verschiedene Patrizier, aber er trat auch als Ankläger auf. So verteidigte er am 8. November 1530 die Prokuratoren des Ospedale di S. Lorenzo gegen die Forderungen des Girolamo Querini, der das Recht besaß, den Prior zu nominieren. Am 7. Februar 1531 trat er zugunsten der Söhne des Lorenzo Pisani dal Banco auf, denen vorgeworfen wurde, sie hätten die Etschsperren geöffnet, wodurch im Paduaner Gebiet etwa 45.000 campi Ackerland überschwemmt worden waren. Doch am 22. Februar lehnte er seine Wiederwahl in das Amt ab. Als Avvocato dei prigionieri verteidigte er am 7. Januar 1533 die Mannschaften der Muda, des Schiffskonvois, nach Flandern, denen vorgeworfen wurde, nicht ihren Pflichten nachgekommen zu sein.
Nach seiner Wahl vom 28. Mai 1537 zum Avvocato grande übte er dieses Amt sieben Jahre lang aus. Dafür verzichtete er sogar auf das höchst angesehene Amt eines Bailò von Konstantinopel, in das er am 8. Mai 1541 gewählt worden war. Am 14. Mai 1544 wurde er zum Avogador di Comun, einer Art Chefankläger der Kommune. Nach diesem Karrieresprung heiratete er, womit sich für ihn neue Möglichkeiten eröffneten, allerdings weniger im Bereich der Rechtsgeschäfte, als vielmehr auf dem Feld der Politik.

#### Politischer Aufstieg (ab 1544), Terraferma, Kreta (1548–1550)

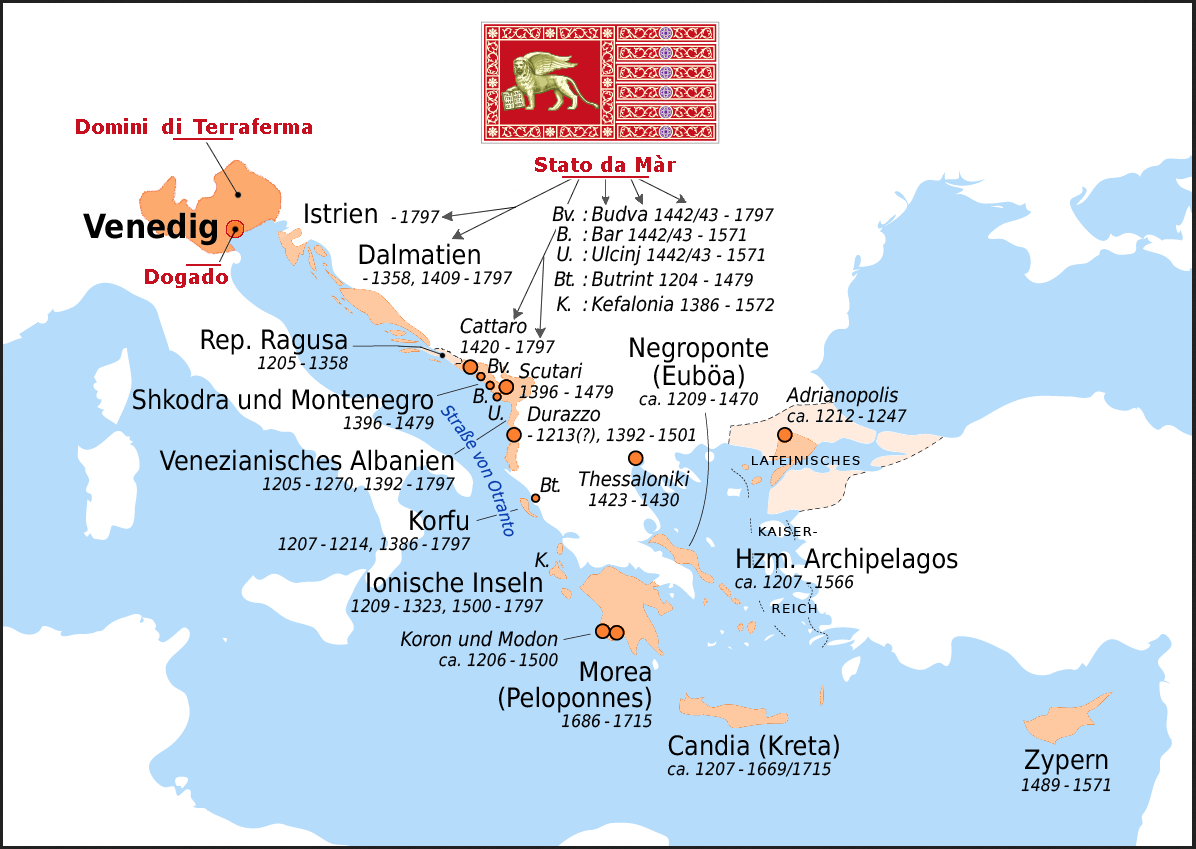
Die Republik Venedig mit dem Dogado, der Terraferma und dem Stato da Mar, um 1560

So war er vom 6. Oktober bis zum 31. Dezember 1544 als Savio di Terraferma für das oberitalienische Festland zuständig, das sich unter venezianischer Kontrolle befand, die Terraferma. Am 18. Oktober desselben Jahres wurde er ins Collegio della milizia da Mar gewählt, am 23. April 1547 nochmals zum Avogador di Comun.

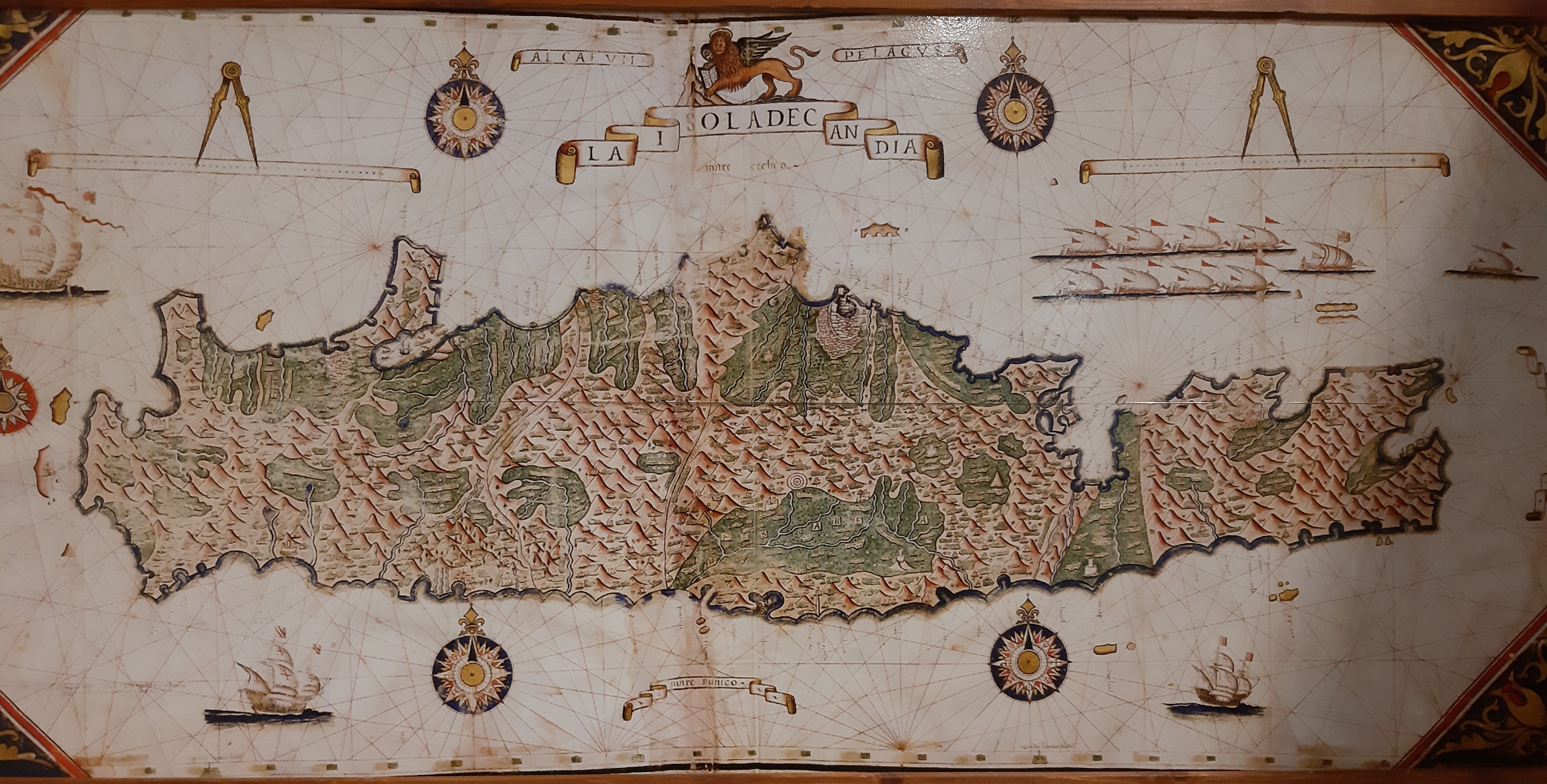
Giorgio Sideri genannt Callapoda (1537–1565): La isola de Candia, Die Insel Kreta, Markusbasilia

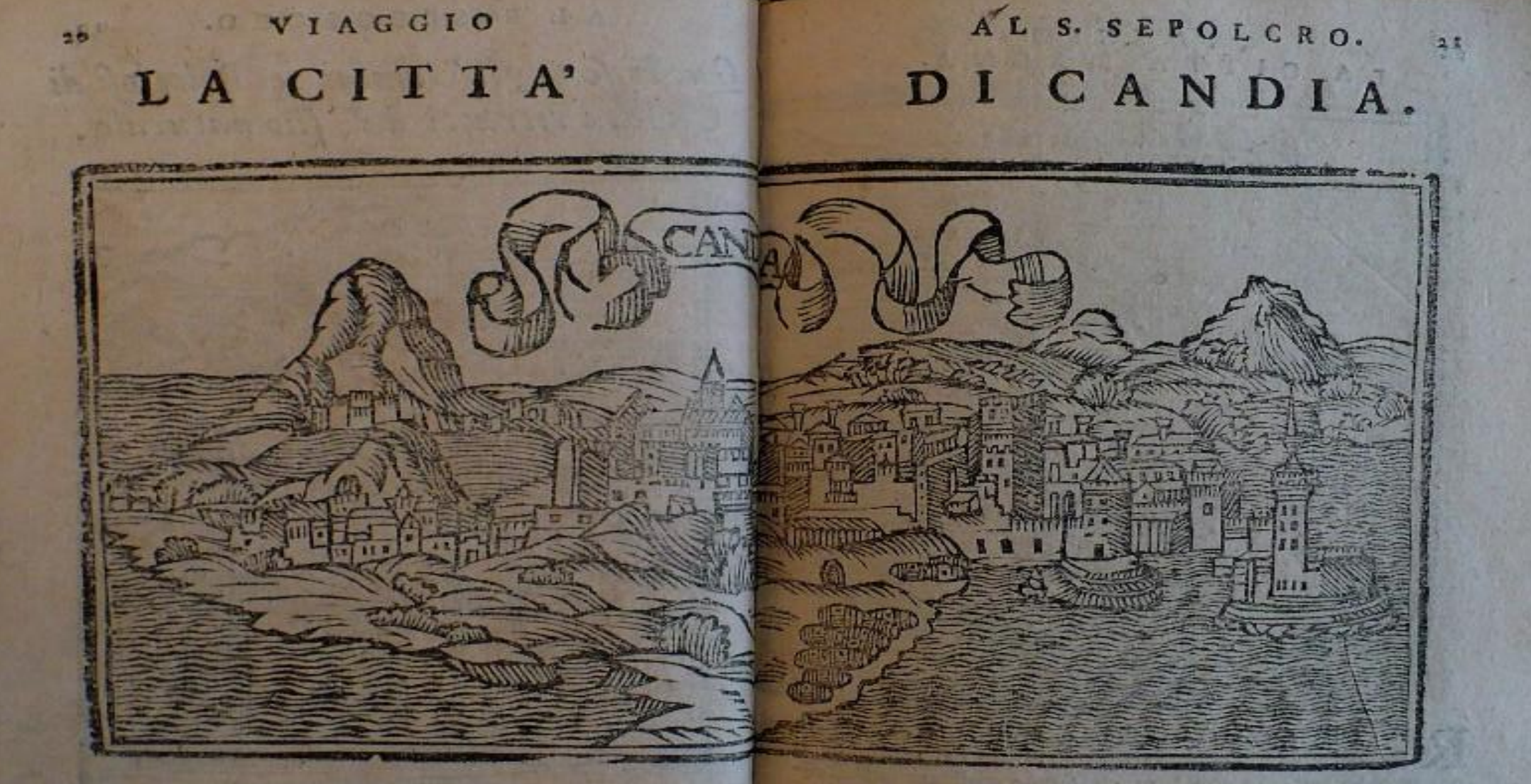
Candia im 16. Jahrhundert, aus: Noe (OFM, Bianchi): Viaggio da Venezia al S. Sepolcro, ed al monte Sinai, Venedig 1606 (Digitalisat), erneut bei Remondini, Bassano 1770, S. 16 f. (Digitalisat)

Schließlich wurde er am 11. März 1548 zum Duca di Candia gewählt, also auf den höchsten Posten der venezianischen Kolonie Kreta. Dort blieb er bis in den Herbst 1550. Auf der Insel war er mit einer Reihe von Streitigkeiten unter den venezianischen Siedlern, den feudati, befasst. Vergebens versuchte er den Weinanbau einzudämmen, der die Weizenversorgung der Insel gefährdete, und damit den Venedigs. Seinem Sohn Filippo verschaffte er ein Vikariat auf der Insel.
Nach der Rückkehr von Kreta nach Venedig wurde Sebastiano Venier im April 1551 erneut zum Savio di Terraferma gewählt (bis zum 2. Juni 1551), schloss daran wieder den Avogador di Comun an. Am 19. März 1552 lehnte er die Wahl zum Provveditore generale auf Zypern ab, um stattdessen in der zweiten Jahreshälfte als Savio di Terraferma zu fungieren.
Nun schloss sich die Wahl in eine Reihe von Ämtern an, wie das eines Savio alle Acque (12. März 1553), dann, am 25. Mai, war er einer der Inquisitoren des verstorbenen Dogen Francesco Donà, womit er sich mit möglichen Verfehlungen des Toten auseinandersetzen musste. Am 11. Juni sollte er den fünf Correttori delle Leggi angehören, womit er wieder stärker in seine ursprüngliche Tätigkeitssphäre zurückkehrte. Am 3. September 1553 wurde er zum Zensor gewählt.

#### Rat der Zehn (1554), Senat, Brescia (1561–1562)
Am 1. Januar 1554 trat er in den Rat der Zehn ein, womit er im inneren Kreis der Macht angekommen war. In schneller Folge wurde er nun in neue Ämter gewählt: Am 21. Juni erfolgte die Wahl zum Provveditore sopra il fiume Piave (er war also für den Piave zuständig, einen wichtigen oberitalienischen Fluss, und dessen Auswirkungen auf die Lagune von Venedig); am 24. Juni erneut zum Correttore delle Leggi, am 5. Juli zum Savio alle Acque, Savio di Terraferma für das erste Halbjahr 1555, ab dem 13. Januar wieder zum Zensor, am 16. Juni 1556 zum Giudice sulle valli del Dogado, Sopraprovveditore alla Sanità am 2. Oktober, dann wieder erfolgte die Wahl zum Savio di Terraferma im ersten Halbjahr 1557. In der zweiten Jahreshälfte 1557 trug er nur den Titel eines Senators, ebenso im Jahr 1558.
Am 6. Oktober 1559 schwenkte er wieder stärker in den militärischen Bereich, nämlich als Provveditore sopra le Fortezze, womit er für die Festungswerke zuständig wurde. Am 30. November 1559 und am 30. März 1560 abermals zum Savio di Terraferma gewählt, wurde er bis Juni Savio del Consiglio. Ab dem 1. Mai war er zugleich Angehöriger des Rates der Zehn, von Oktober bis Dezember wieder Savio di Terraferma. Zum Savio del Consiglio wurde er am 31. Dezember 1560 gewählt, doch trat er hiervon bereits am 4. Januar zurück, um den Posten eines Capitano von Brescia zu übernehmen. Dort beschäftigten ihn vor allem die jahrelangen Streitigkeiten zwischen Brescia und Cremona.

#### Friaul (1563), Karnien (1565, 1568), Verona (1566–1567)
Nach seiner Rückkehr wurde er am 1. Oktober 1562 zum Savio del Consiglio gewählt, am 8. März 1563 ging er als Commissario ins Friaul. Am 3. September 1564 wurde er vom Rat der Zehn zum Provveditore alle Beccarie gewählt, war also für die Schlachter und deren Verkaufsbänke in Venedig zuständig, wurde am 18. November wieder zum Savio del Consiglio für das erste Halbjahr 1565 gewählt. Am 8. April gehörte er abermals dem Rat der Zehn an, am 9. Juli sollte er wieder Conservatore delle Leggi werden.
Danach ging er erneut in die Kolonien, denn am 4. Oktober wurde er zum Provveditore ai confini della Carnia (Karnien) erhoben, war also für die Grenzen im Nordosten zuständig, und schließlich wurde er am 23. Juni 1566 Podestà von Verona. Dort blieb er bis Oktober 1567, wobei er, wie in Brescia, versuchte, die Übergriffe der dortigen Patrizier einzudämmen.
Bereits am 11. Dezember wurde er erneut zum Commissario ai confini gewählt, gemeinsam mit Agostino Barbarigo und Andrea Badoer. Die dortigen Grenzverhandlungen mit kaiserlichen Delegierten zogen sich hin, und so akzeptierte Venier die schon beinahe gewohnte Wahl zum Savio di Terraferma vom 1. April bis zum 14. Juni 1568.

#### Korfu (1568–1569), Testament (1568), Zypern (1569–1570)
An diesem Tag wurde er zum Provveditore generale von Korfu gewählt, denn dort fürchtete man osmanische Umtriebe. Bevor Venier aufbrach, machte er sein Testament. Darin zeigt sich sein erhebliches Vermögen, vor allem an Immobilien, hinzu kamen umfangreiche Einlagen in der Zecca. Seine Söhne Filippo und Marco ermahnte er, sich mit dem zufriedenzugeben, was sie hätten, denn das sei mehr, als wenn sie legitime Kinder gewesen wären. Seine Frau Cecilia stattete er aus, doch Universalerbin wurde seine Tochter Elena. Diese war in erster Ehe mit Federico Corner verheiratet gewesen, nunmehr mit Francesco Morosini.
Auf Korfu, wo Venier weniger als ein Jahr blieb, sammelte er alle Nachrichten über die Vorgehensweise der Osmanen auf dem griechischen Festland, denen er keinen Anlass für einen Angriff zu liefern versuchte. Auch ließ er die Befestigung der Insel vorantreiben.
Von April bis September 1569 war er erneut Savio del Consiglio, dann wurde er wieder ins Collegio della milizia da Mar gewählt (22. August 1569). Am 18. September saß er wieder einmal im Rat der Zehn. Kaum einen Monat später, am 16. Oktober, wurde er als Statthalter nach Zypern entsandt, wo er sich allerdings nur sechs Monate aufhielt. Die Zeit reichte gerade aus, um die Festungen der exponierten Insel zu erfassen.

#### Korfu (1570), Admiral, Seeschlacht von Lepanto (1571)

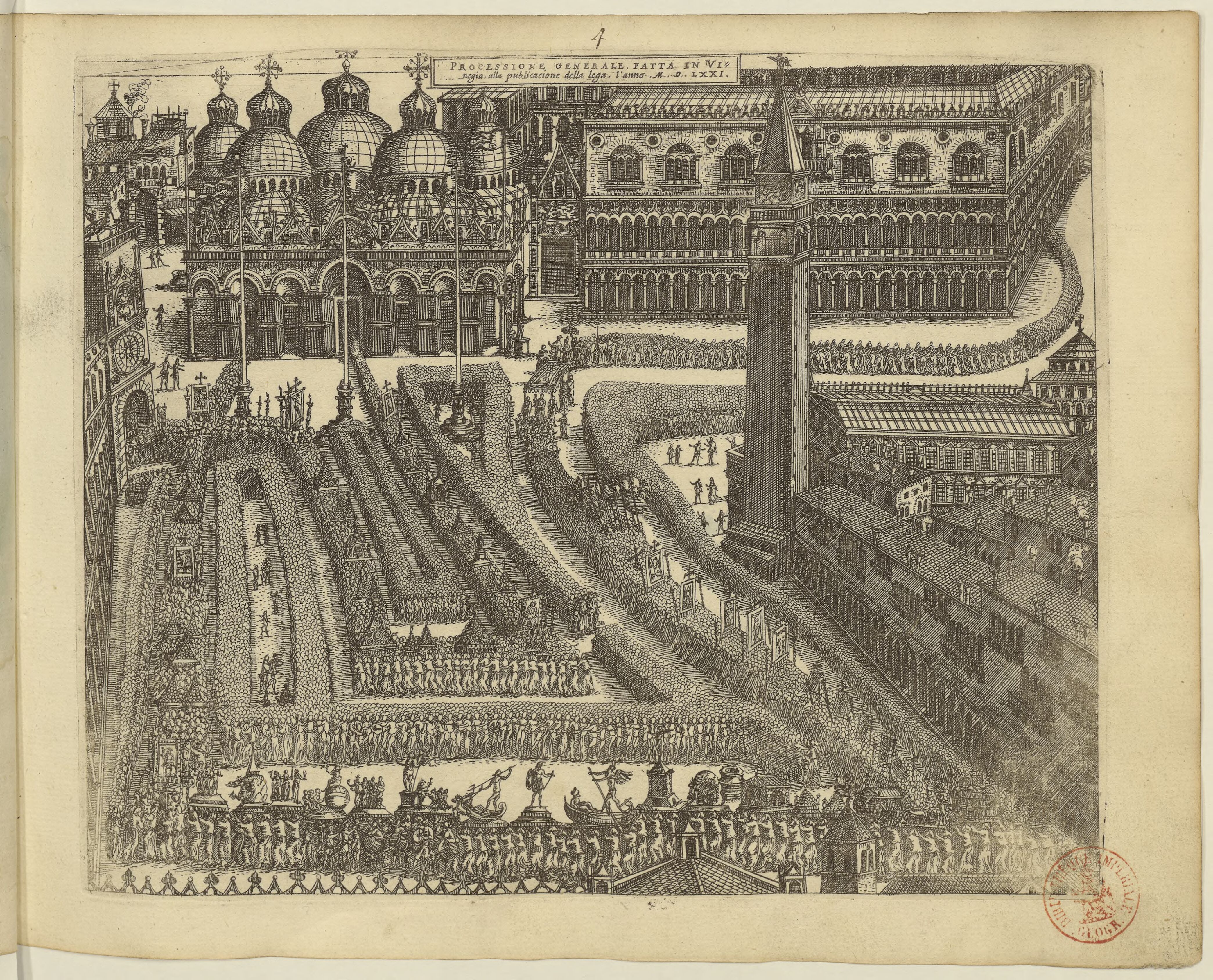
Prozession auf dem Markusplatz anlässlich der Verkündigung der Lega, Holzschnitt, Atlas factice des possessions de Venise et de l'Archipel, Gallica

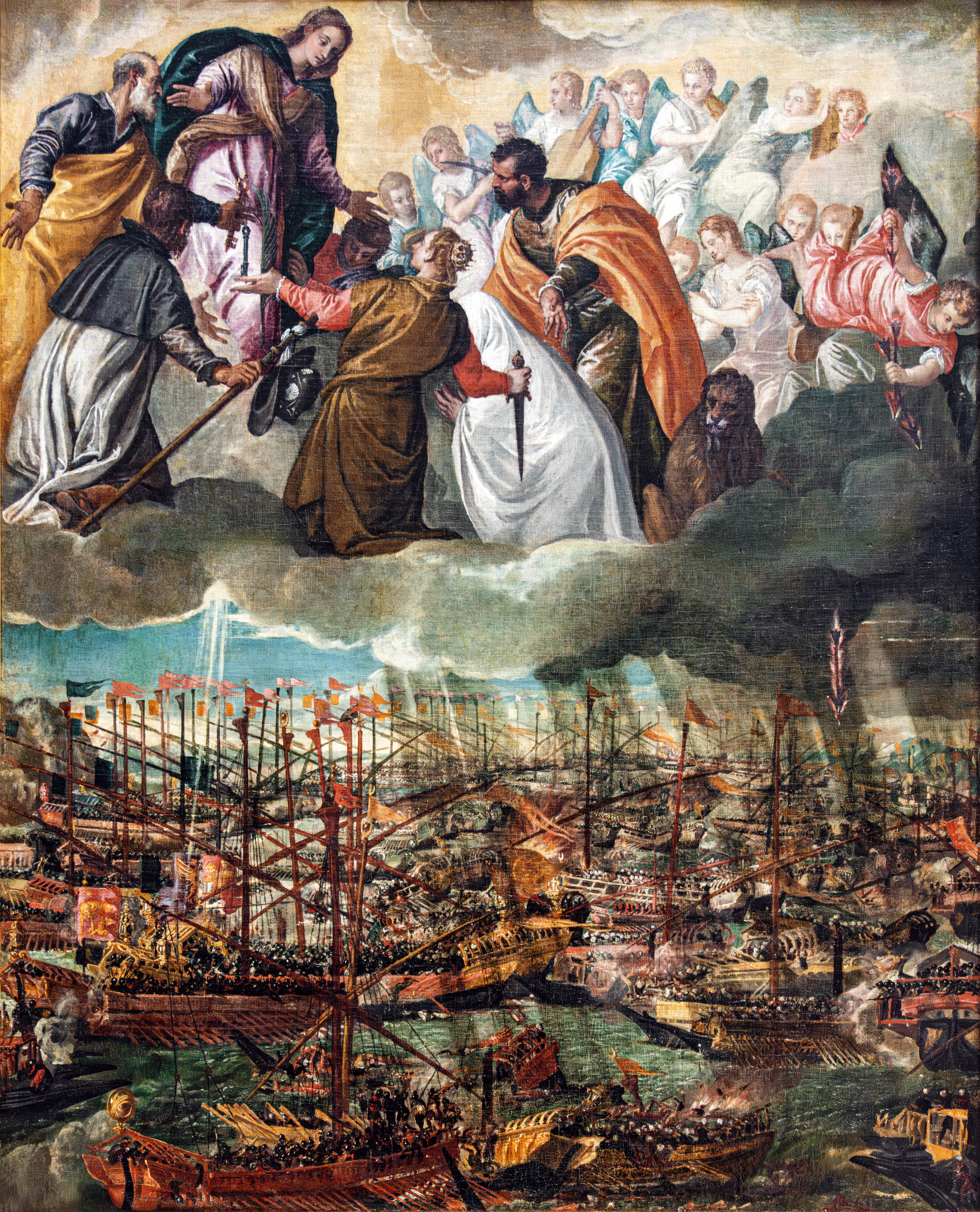
Paolo Veronese: Allegorie der Schlacht von Lepanto, Öl auf Leinwand, 170 mal 137 cm, ursprünglich in der Kirche San Pietro Martire auf Murano, seit 1812 in der Accademia (Venedig)

Am 11. Februar 1570 wurde er im Amt des Provveditore generale erneut nach Korfu geschickt, vor allem, um eine leichte Kavallerie zu schaffen. Damit wurde er für den Senat der wichtigste Amtsinhaber für das Verteidigungssystem der östlichen Kolonien. Dafür wurde er zum Dank im selben Jahr zum Procuratore de ultra gewählt, eine hoch angesehene Sinekure, und am 20. Dezember 1570 im Alter von bereits 74 Jahren zum Admiral (capitano generale da mar). Sein Vorgänger Girolamo Zane galt als unfähig, mit der extrem angespannten Situation angemessen umzugehen. Er wurde abberufen und unter Anklage gestellt. Venier hatte allerdings auch noch nie ein Schiff, geschweige denn eine Flotte kommandiert, doch galt er als gerecht, hart und durchsetzungsfähig, mutig und integer.
Als Flottenkommandant der Venezianer war Veniers Verhältnis zu Juan de Austria, dem Befehlshaber der Spanier, von Spannungen und gegenseitiger Abneigung geprägt. Der Spanier lehnte es ab, die vereinten Flotten zur Hilfe nach Zypern zu entsenden, um die venezianische Kolonie, die Marcantonio Bragadin in Famagusta verteidigte, zu retten. Stattdessen wählte er das sizilianische Messina als Hafen für die Flotte. Erst am 16. September 1571, während die Venezianer in Famagusta untergingen, brachen die 200 Galeeren mit 30.000 Mann an Bord auf. Sechs riesige Galeassen unter dem Kommando von Francesco Duodo fuhren mit ihnen Anfang Oktober in den Golf von Korinth, wo sich die osmanische Flotte gesammelt hatte.
Venier nahm neben dem Admiral Agostino Barbarigo am 7. Oktober 1571 an der Seeschlacht von Lepanto teil, in der die Heilige Liga unter Juan de Austria die Osmanen besiegte. An der Schlacht nahmen 450 Schiffe und 75.000 Mann teil.
In Venedig wurde Venier als Sieger von Lepanto verehrt. Es gelang ihm jedoch nicht, dauerhaft Gewinn aus dem Sieg zu ziehen, da sich die Osmanen in den anschließenden Friedensverhandlungen als geschickter erwiesen. Venier, dem der Schutz der Adria aufgetragen wurde, wurde durch Jacopo Foscarini ersetzt.

#### Weitere Ämter in Venedig (ab 1573)
Venier, der es vorgezogen hätte, die osmanischen Festungen bis hinunter nach Albanien zu zerstören, wurde zurückbeordert, um im ersten Halbjahr 1573 Savio del Consiglio zu werden. Am 4. Oktober saß er wieder im Rat der Zehn. Wenige Tage später wurde er zum Provveditore all’Arsenale bis Ende September 1574 gewählt. Er war somit für das Arsenal in Venedig zuständig.
In den folgenden Jahren saß er beinahe ununterbrochen im Rat der Zehn und seiner Zonta. Auch war er Savio del Consiglio von April bis September 1574 und im Jahr 1575, dann wieder in der ersten Jahreshälfte 1577; erneut am 20. Dezember 1574 wurde er Pprovveditore all’Arsenale, abermals am 14. April 1576.
Schließlich wurde er wieder mit Rechtsfragen befasst, nämlich am 22. September 1576 als Provveditore sopra il Criminal, und am 7. Juni 1577 als Correttore della Promissione ducale. Damit gehörte er zu den Patriziern, die den Amtseid des zukünftigen Dogen überarbeiten sollten.

### Das Dogenamt

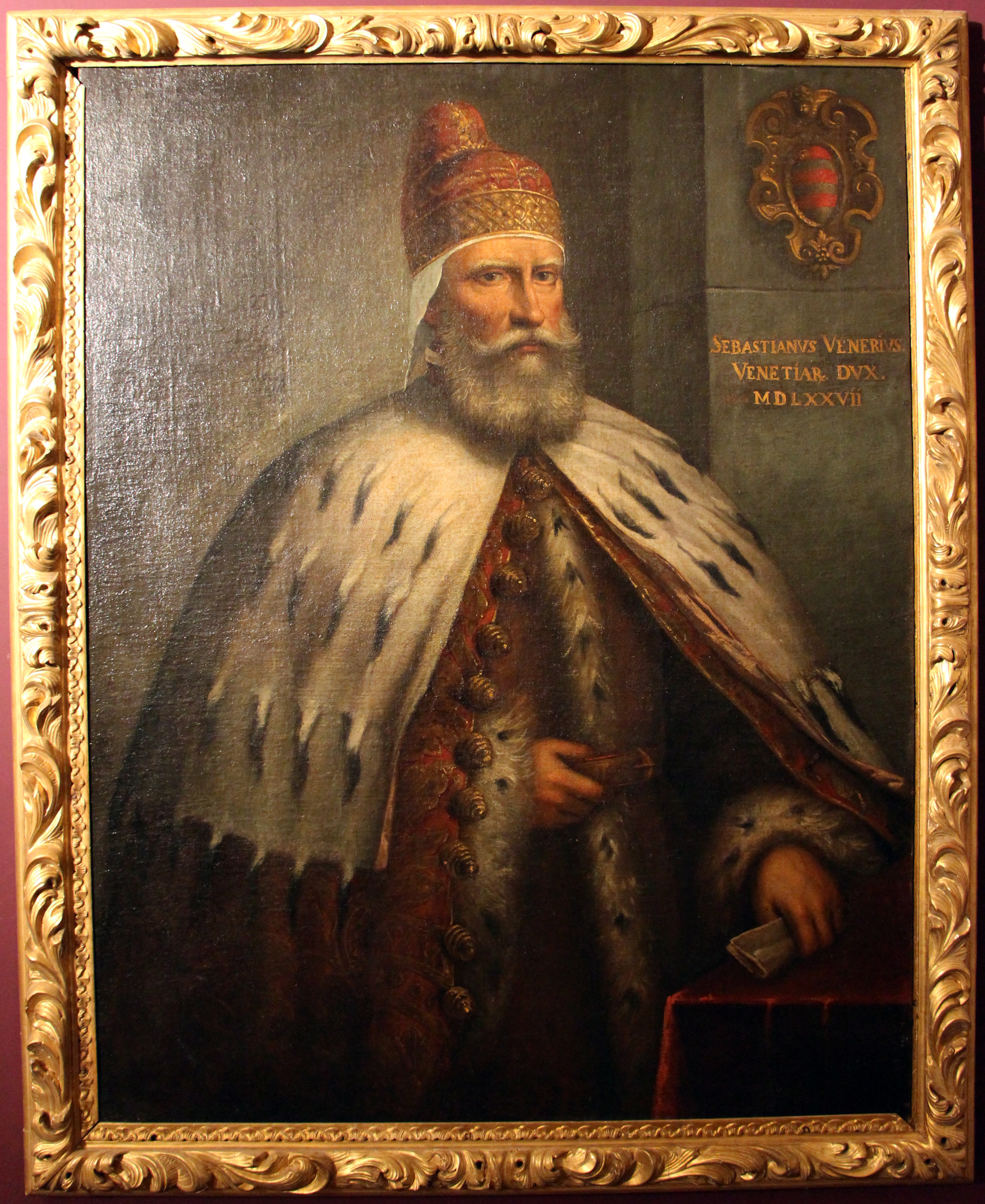
Andrea Vicentino: Porträt des Dogen, Museo Correr, Venedig

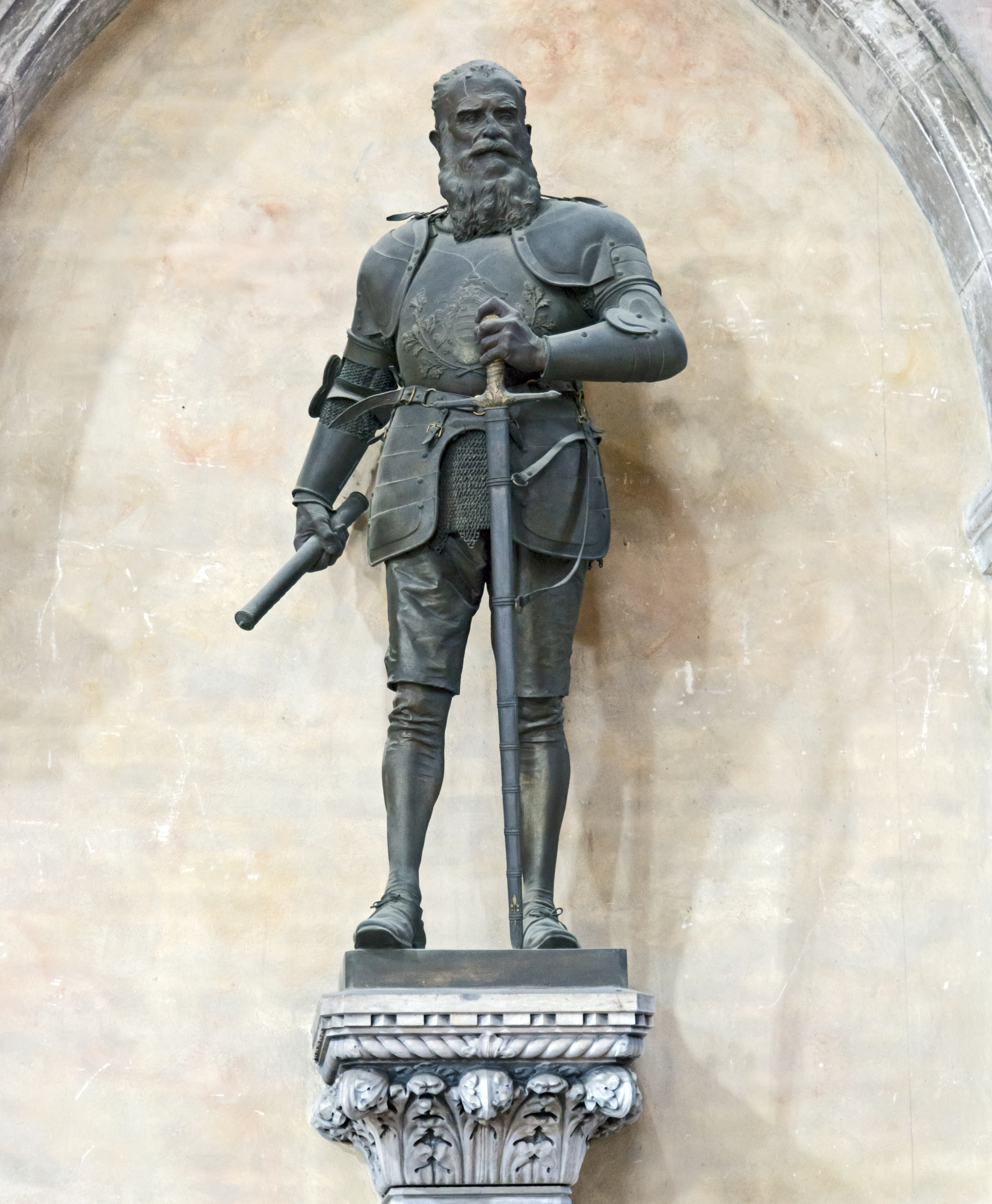
Grabmal in San Zanipolo, idealisierende Darstellung Veniers aus dem frühen 20. Jahrhundert

Sebastiano Venier wurde im Alter von 81 Jahren am 11. Juni 1577 einstimmig zum Dogen gewählt. Das Amt bereitete ihm körperliche Mühsal, er war schon ein wenig schwerhörig, litt unter Ischiasschmerzen, und sein schwieriges und streitbares Temperament blieb ihm auch als Doge erhalten. 1577 wurde ihm als besondere Auszeichnung die goldene Rose durch Papst Gregor XIII. verliehen.
Im Dogenpalast brach nach dem Brand von 1574 unter Venier erneut 1578 ein Brand in den oberen Stockwerken aus, der ein weiteres Mal verheerende Verwüstungen anrichtete. Viele Schäden ließen sich nicht reparieren, so dass man an einen Neubau dachte, für den Andrea Palladio einen Entwurf anfertigte. Die Anhänger dieses Plans konnten sich jedoch gegen die konservative Fraktion nicht durchsetzen, und der Bau wurde unter der Leitung von Antonio da Ponte in seiner alten Form wiederhergestellt.
Für die Ausmalung der riesigen Sala del Maggior Consiglio, des Saales, in dem sich der Große Rat versammelte, der Sala dello Scrutino, der Sala delle quattro porte und der Sala del Collegio entwarf eine eigens gebildete Kommission das Bildprogramm. Decken und Wände wurden mit Gemälden und Stuck ausgestattet, so dass eine gewaltige religiös-politische Inszenierung der Republik Venedig entstand. Als Künstler waren unter anderem Jacopo Tintoretto, Palma der Jüngere, Paolo Veronese und die Brüder Taddeo und Federico Zuccari beteiligt. Ein Glanzstück der Neuausstattung ist das riesige Paradiesbild Tintorettos an der Stirnseite der Sala del Maggior Consiglio. Auch die dortigen Dogenporträts wurden erneuert.
Sebastiano Venier starb am 3. März 1578. Er wurde in der Kirche S. Maria degli Angeli auf Murano in der Familiengruft beigesetzt, wie er es im Testament von 1568 vorgesehen hatte.
Erst 1907 wurden seine sterblichen Überreste in die Kirche San Zanipolo verbracht, wo die meisten Dogen liegen. Die Bronzestatue des Dogen auf dem Grabmal stammt von Antonio Dal Zotto († 1918).

### Bilder

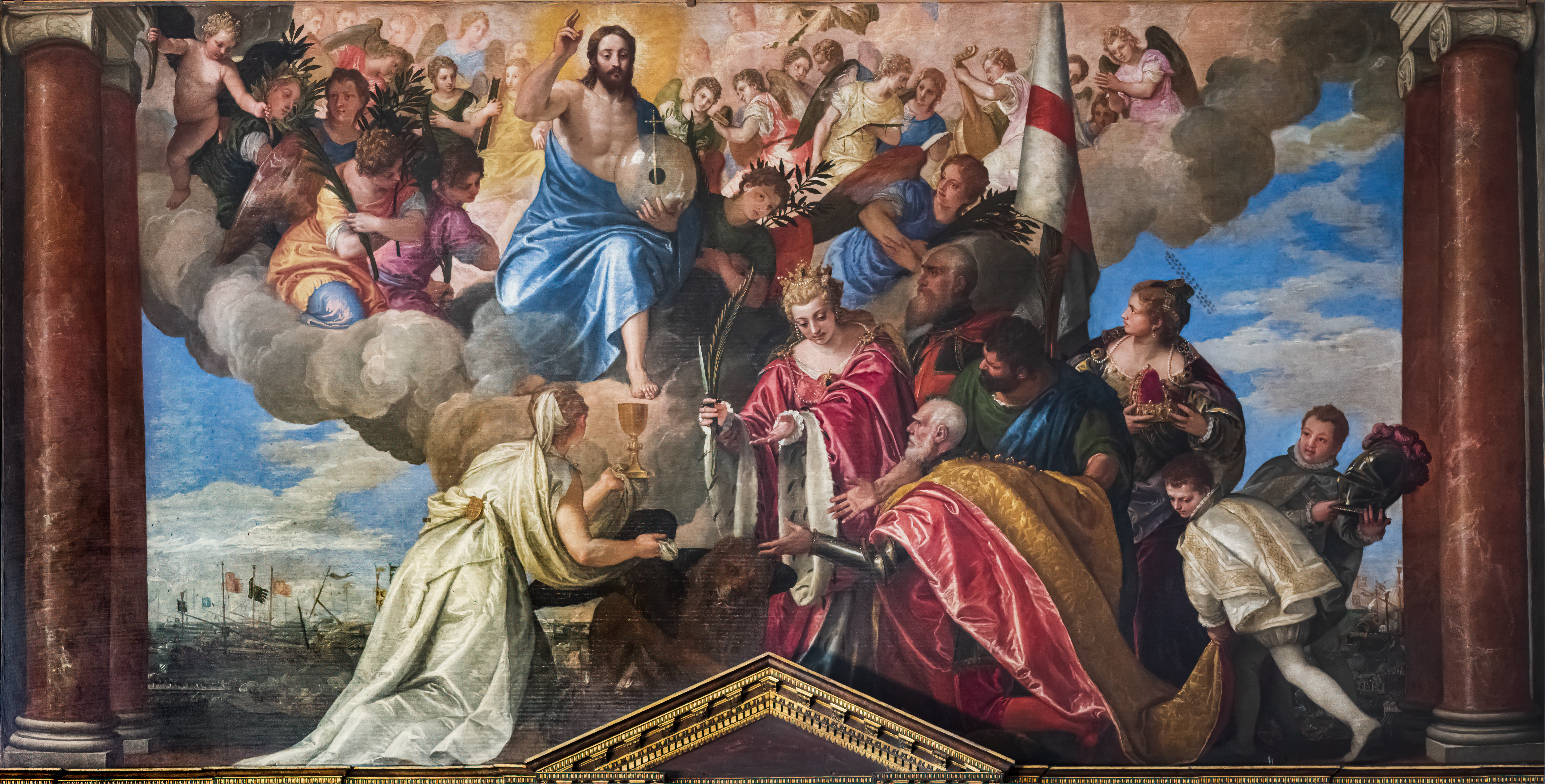
Paolo Veronese: Der Doge Sebastiano Venier, umgeben von Fides, Venezia, Justina und dem hl. Markus, um 1578–1582, Votivbild, Sala del Collegio, Dogenpalast

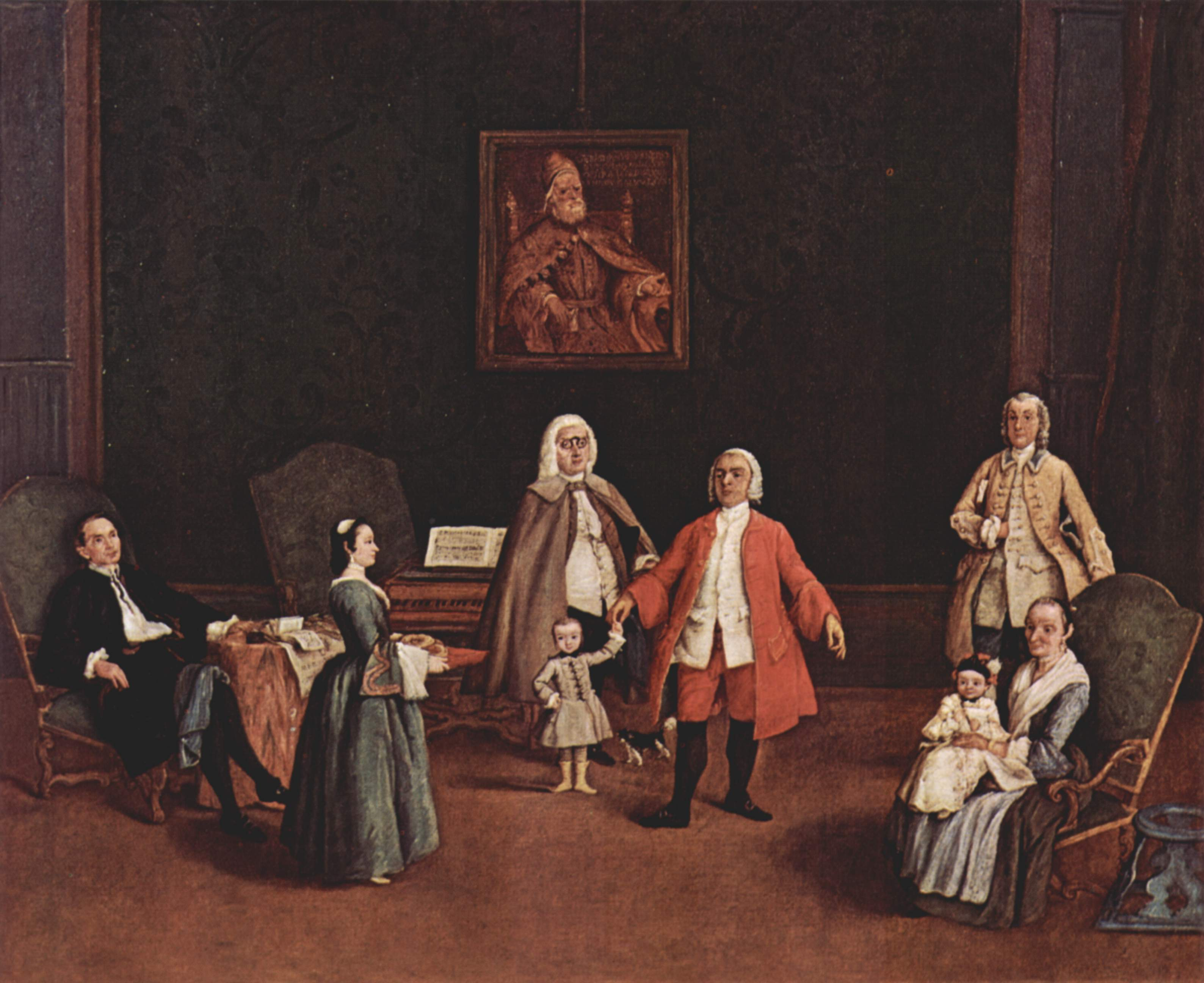
Pietro Longhi Venezianische Familie vor dem Porträt des Dogen, nach 1760

- Jacopo Tintoretto: Sebastiano Venier in Rüstung und Dogenmantel vor dem Panorama der Seeschlacht von Lepanto, Kunsthistorisches Museum Wien
- Unbekannter venezianischer Maler: Porträt des Dogen, Schloss Ambras, Innsbruck
- Büste des Sebastiano Venier, Sieger von Lepanto. Marmorbüste, Dogenpalast
- Porträt des Sebastiano Venier im Palazzo Contarini Polignac